# خسرو محمد باشا
الصدر الأعظم خسرو محمد باشا، ولد في شمال القوقاز عام 1182 هـ / 1769 م وقدم إلى تركيا صغيرًا. تولى عدة وظائف في الدولة العثمانية وأصبح واليًا على مصر في 13 جمادى الأول 1216 هـ / 21 سبتمبر 1801 م واستمر إلى 14 محرم 1218 هـ / 5 مايو 1803 م أي إلى ما بعد انسحاب وخروج الفرنسيين من مصر. تولى مناصب أخرى ومنها منصب والي المورة و تولى منصب قبطان باشا البحرية العثمانية.

## حياته
بعد انقضاء سلطنة الخليفة محمود الثاني وتولي السلطان عبد المجيد الأول الدولة العثمانية، عيّن خسرو محمد باشا صدرًا أعظمًا لوزارته في 25 ربيع الثاني 1255 هـ / 7 يوليو 1839 م واستمر في منصبه حتى 7 ربيع الثاني عام 1257 هـ / 28 مايو 1841 م.
أمضى أواخر أيامه في أعمال الخير،  وتوفي عام 14 جمادى الآخرة 1271 هـ / 3 مارس 1855 م في مدينة تكيرداغ التركية.

## أنظر أيضا
- قائمة قباطين البحر العثمانيين.
- قائمة الصدور العظام للدولة العثمانية.

## المرجع
1. ↑   خسرو باشا، محمد الموسوعة العربية الميسرة، 1965
2. ↑  فيصل حبطوش خوت أبزاخ. (مارس 2006م)، "الشراكسة ومنصب رئاسة الوزراء (الصدارة العظمى) في تركيا العثمانية والحديثة"، مجلة نارت، عمان، الأردن: الجمعية الخيرية الشركسية، ص. 28–33